# Joel Kinnaman
Joel Kinnaman, geboren als Charles Joel Nordström (Stockholm, 25 november 1979), is een Zweedse acteur. Hij won in 2011 de Guldbagge voor beste acteur voor zijn rol als Johan Westlund in de misdaadfilm Snabba cash. Kinnaman maakte in 1990 zijn acteerdebuut als Felix Lundström in de Zweedse dramaserie Storstad. Zijn eerste filmrol volgde in 2002, toen hij Kalle speelde in Den osynlige.
Kinnaman was in 2011 voor het eerst te zien in Amerikaanse producties. Hij speelde dat jaar in de films The Darkest Hour en The Girl with the Dragon Tattoo en kreeg een hoofdrol in de serie The Killing.